# 롱타이
롱타이(베트남어: Long Thái / 隆泰 융태 / 1618년 1월 ~ 1625년 6월)는 베트남 막 왕조(莫朝)의 군주 막낀코안(莫敬寬)의 연호이다.
《대월사기전서》(大越史記全書)는 1623년 7월에 막낀코안이 칭제하여 롱타이 연호를 사용하였다는 기록이 있으며, 《흠정월사통감강목》(欽定越史通鑑綱目)와 《대월통사》(大越通史)에는 1618년 1월에 칭제하여 롱타이 연호를 사용하였다는 기록이 있다. 끼엔통 26년(1618년) 1월, 후 레 왕조(後黎朝)와 전쟁에서 패배가 계속되어 기약없는 피난이 지속되었다. 피난 중에 막 왕조 중앙 정부와 경왕(慶王) 막낀코안이 흩어지면서 소식이 두절된다. 그 이후, 경왕(慶王) 막낀코안은 일부 관리와 함께 칭제건원을 하게 되면서, 롱타이 연호를 사용하게 된다.
롱타이 8년(1625년) 5월, 까오방의 황제 막낀꿍이 생포된 후에 탕롱으로 압송되었다. 이후, 막낀꿍이 참수되었다. 6월, 막낀꿍이 참수되었다는 소식을 들은 막낀코안은 후 레 왕조 군대에 항복하여, 칭제건원을 포기하면서 롱타이 연호도 중지된다. 이후, 탕롱에 레 신종에게 입조한 후, 태위통국공(太尉通國公)에 봉해지고 나서, 후 레 왕조의 제후 신분으로 목숨을 연명한다. 막낀코안 사후에 막낀호안(莫敬完)이 칭제 건원 후 투언득(順德)으로 개원하기 전까지 13년 동안에는 후 레 왕조의 연호를 사용하였다.

## 개원
- 끼엔통(乾統) 26년(1618년) 1월에 막낀코안의 칭제건원 후, 연호를 롱타이(隆泰)로 개원함.[2][3]

- 롱타이(隆泰) 8년(1625년) 6월에 막낀코안이 칭제건원을 포기하였으며, 롱타이 연호가 중지됨.[2][3]

## 연대 대조표
| 롱타이 | 서기 (西紀) | 간지 (干支) | 후 레 왕조 연호   | 명나라 연호                 | 막 왕조 연호 (막낀코안)   |
| 원년   | 1618년      | 무오 (戊午) | 끼엔통(乾統) 26년 | 호앙딘(弘定) 19년           | 만력(萬曆) 46년           |
| 2년    | 1619년      | 기미 (己未) | 끼엔통 27년       | 호앙딘 20년 빈또(永祚) 원년 | 만력 47년                 |
| 3년    | 1620년      | 경신 (庚申) | 끼엔통 28년       | 빈또 2년                    | 만력 48년 태창(泰昌) 원년 |
| 4년    | 1621년      | 신유 (辛酉) | 끼엔통 29년       | 빈또 3년                    | 천계(天啓) 원년           |
| 5년    | 1622년      | 임술 (壬戌) | 끼엔통 30년       | 빈또 4년                    | 천계 2년                  |
| 6년    | 1623년      | 계해 (癸亥) | 끼엔통 31년       | 빈또 5년                    | 천계 3년                  |
| 7년    | 1624년      | 갑자 (甲子) | 끼엔통 32년       | 빈또 6년                    | 천계 4년                  |
| 8년    | 1625년      | 을축 (乙丑) | 끼엔통 33년       | 빈또 7년                    | 천계 5년                  |

## 동시대 연호

### 베트남
후 레 왕조(後黎朝)
- 호앙딘(弘定) (1600년 ~ 1619년)
- 빈또(永祚) (1619년 ~ 1629년)

### 중국
명(明)
- 만력(萬曆) (1573년 ~ 1620년)
- 태창(泰昌) (1620년)
- 천계(天啓) (1621년 ~ 1627년)

후금(後金)
- 천명(天命) (1616년 ~ 1626년)

중국(기타)
- 이신(李新) 홍무(洪武) (1619년)
- 이문(李文) 천진혼(天眞混) (1619년)
- 사숭명(奢崇明) 서응(瑞應) (1621년 ~ 1629년)
- 서홍유(徐鴻儒) 대성흥승(大成興勝) (1622년)
- 정진명(鄭振明) 일통(一統) (1622년)
- 후덕(侯德) 현정(玄静) (1622년)
- 양환(楊桓), 양종유(楊從儒) 의덕(懿德) (1624년)

### 일본
- 겐나(元和) (1615년 ~ 1624년)
- 간에이(寬永) (1624년 ~ 1644년)

## 같이 보기
- 베트남의 연호